# Szövetszerkezet

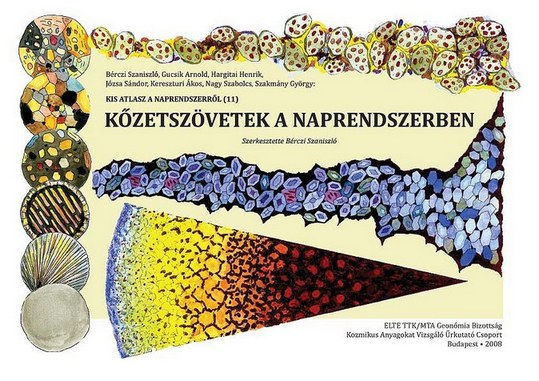
Kőzetszövetek a Naprendszerből származó kőzetekből. Egy magyarországi tankönyv borítóján a kondritos meteoritok kondrumait, egy kondritos kisbolygó metszetét és két marsi magmatest oszlopát láthatjuk. A képek a vékonycsiszolatban tanulmányozható szövetszerkezetek alapján készült belső metszeteket mutatják.

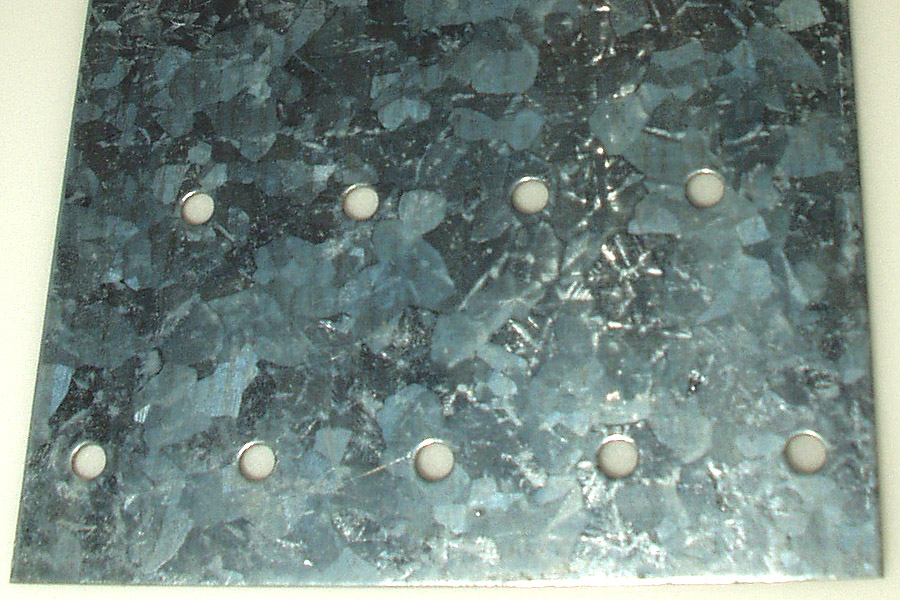
A galvanizált felületen jól megfigyelhetők a cink krisztallitjai.

A szövetszerkezet a makroszkopikus anyagok optikai mikroszkóppal összetevőkre fölbontható szöveti képe. Számos tudományág használja a vizsgálatok első lépéseként. A kőzettanban a kőzetek szövetszerkezete, a fémtani vizsgálatokban a fémek krisztallitos szövetszerkezete, a biológiában a növényi, állati és emberi szövetek szerkezete a legismertebb vizsgálati tárgy. De szövetszerkezete van a mesterségesen előállított anyagoknak is, például a szó szerinti szövésben létrejött szövetek esetében, vagy a kompozit anyagok szövete esetében.

## Kőzetek szövetszerkezete
A kőzetszövet a kőzetek felépítésében részt vevő ásványok által meghatározott szövet, amelyet az ásványok alakja, elrendezése tesz jellegzetessé. A kőzetszövet a kőzetet kialakító folyamatokban jön létre, ezért vizsgálata a kőzet kialakulásáról tudósít.
A kőzetszövetek vizsgálata fontos terület a földi kőzetek meghatározásában, a kialakulási folyamatok rekonstruálásában. Legismertebbek talán a magmás kőzetek táblázata szerint áttekinthető kőzetszövet-szerkezetek. Ezek egy sorozatát a holdkőzetek szócikkben tanulmányozhatjuk,
A kőzetszövetek vizsgálata fontos terület a modern Naprendszerkutatásokban és anyagvizsgálatokban is. Ezeken keresztül ismerhetjük meg nem csak a holdkőzeteket, a marsi meteoritokat és a meteoritokat is, hanem a fölismert kialakulási folyamatok alapján rekonstruálhatjuk például a kialakulásuk geológiai környezetét  és a meteoritok esetében akár a kondritos kisbolygók metszetét is.

## Fémek szövetszerkezete
A fémeket is szemcsés szerkezet jellemzi, de ez a szerkezet többnyire ipari folyamatokban jön létre, mert csak kevés fém fordul elő terméselemként a természetben. A fémek szövetszerkezete is a fémet felépítő krisztallit szemcsék által meghatározott szövet. Ezt is az ásványok alakja, elrendezése teszi jellegzetessé és a fémet létrehozó folyamatokra jellemző.
A fémek szövetszerkezetének vizsgálata az ipari technológiák fejlesztése szempontjából igen nagy jelentőségű. A legismertebb olyan folyamatok, amelyek döntően befolyásolják a szövetszerkezetet az ötvözés és az edzés.

## Biológiai anyagok szövetszerkezete

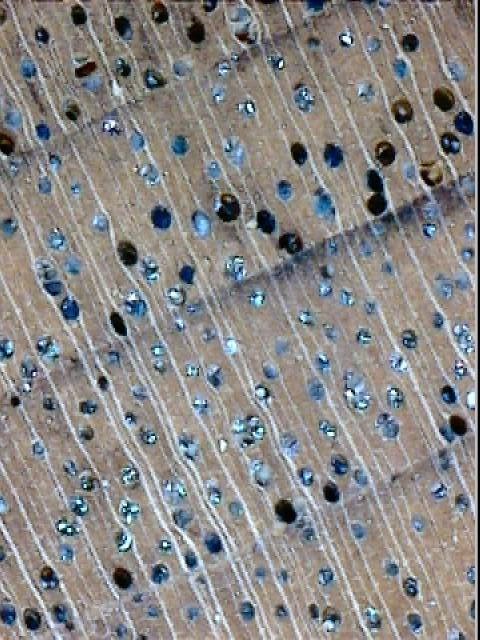
Egy fa törzséből vett mintán a szövetszerkezetben az évgyűrűhatárok (sötétebb vonalak), az edények (pöttyök), és a bélsugarak (fehér vonalak) jól megfigyelhetők.

A biológiai anyagok szövetszerkezetét leggyakrabban a sejtek alakítják ki. Középiskolai oktatásunkban szerepel a növények sejtes szöveteinek tanulmányozása. Ugyancsak fontos lehet a biológiai szövetszerkezet megfigyelésénél a sejtekből szerveződött nagyobb egységek, például rostok vizsgálata. A biológiai szövetszerkezet is több szerveződési hierarchiaszint fölismerését teszi lehetővé.

## Mesterséges anyagok szövetszerkezete

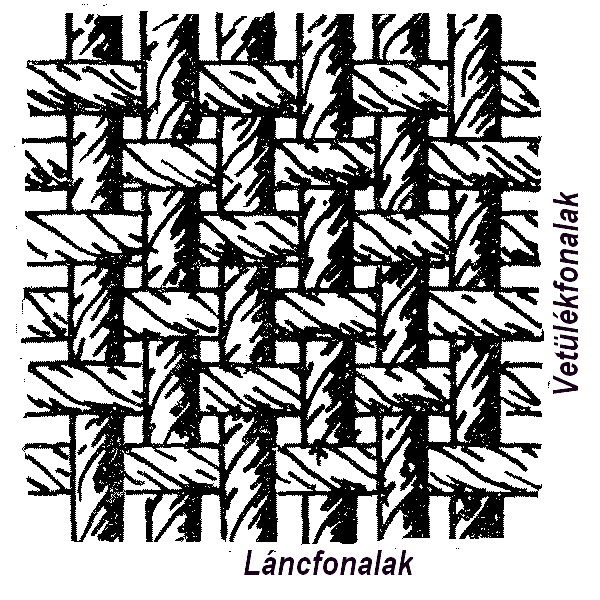
Vászonkötésű (szövött) szövetszerkezet

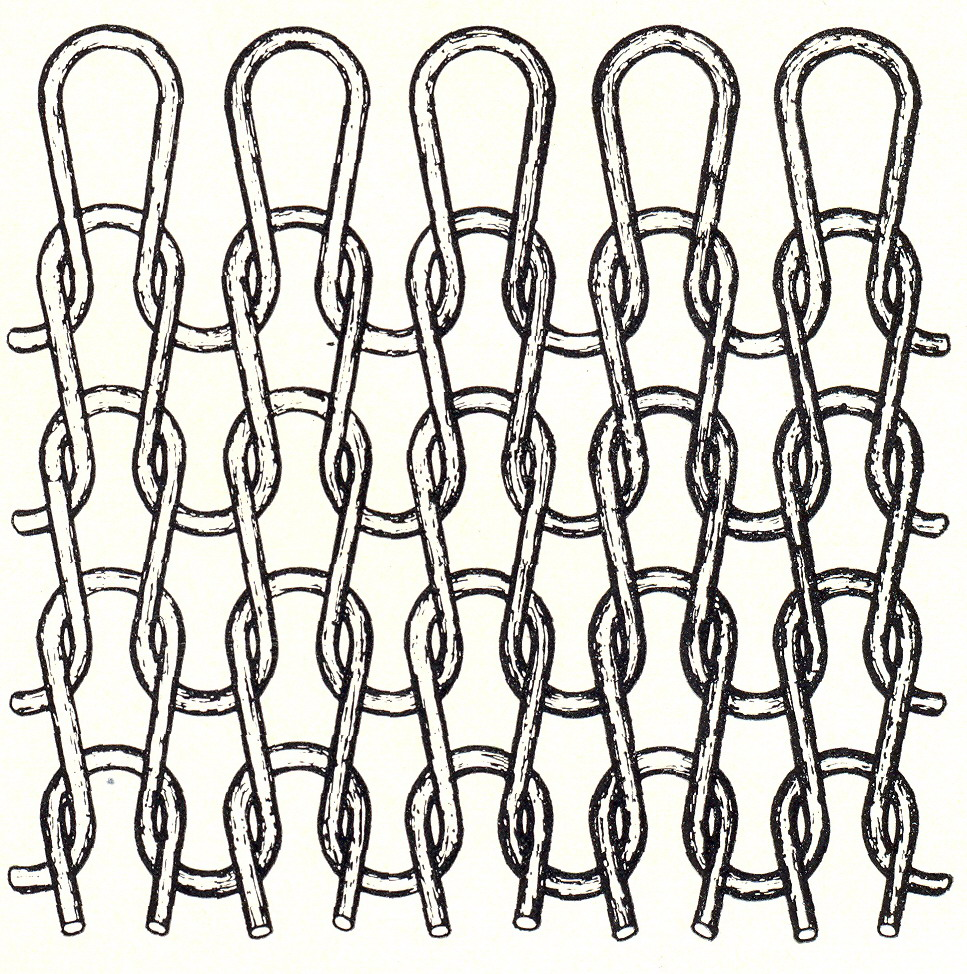
A legegyszerűbb kötött kelmeszerkezet

Többféle mesterséges anyag szövetszerkezetéről beszélhetünk. A legősibb a szálasanyagokból készült anyagoké (szövet, nemez, kötött kelme stb.), a legmodernebb a kompozitanyagoké.

### Szőtt vagy kötött kelmék szerkezete
A szövetek körében a legismertebb a vászonkötés, amelyben a lánc- és a vetülékfonalak váltakozva keresztezik egymást alul-felül, sakktábla jellegű szöveti képet állítva elő, ha például a láncfonalakat fehérre, a vetülékeket feketére színezve képzeljük el. A legegyszerűbb kötött kelmeszerkezetet a fonalból hajlított hurkok (szemek) egymásba kapcsolódása hozza létre.

### Kompozit anyagok szövetszerkezete
A kompozitanyagok leggyakrabban kétféle összetevőből állnak. Egy erősítőanyagbólból és egy tömbös, teret kitöltő anyagból, az ún. mátrixból. Makroszkopikus anyagként ilyen a vályog vagy a vasbeton ill. textilbeton is, vagy a ma már jobban ismert üvegszál vagy szénszál erősítéses műgyanták, de a mikroszkopikus szerkezetű anyagoknál a szálacskák igen aprók is lehetnek. Ide sorolhatók még a habok  is, melyeknek egyik összetevője szilárd komponens (vagy folyadék is lehet), a másik pedig gáznemű. A szilárd haboknak sajátos szövetszerkezete van.

## Szövetszerkezeti vizsgálatok
A szövetszerkezet vizsgálata a szemcsék alakját, a szemcsehatárok helyzetét, a szemcseméret meghatározását, a szemcsetípusok és a szemcsék gyakoriságának a megállapítását jelenti. A szövetszerkezeti vizsgálatokkal párhuzamosan az anyagoknak a fizikai és műszaki tulajdonságait is mérik, mert a kettő közötti kapcsolat megállapítása az ipari anyagfejlesztés első lépése. Az anyagok tulajdonságai a szövetszerkezettől is függenek, az anyagok fejlesztése részben a szövetszerkezetben is megfigyelhető szerkezeti változásokon keresztül történik.
Az anyagok felépítése fontos ismeret a modern ipar számára. Évezredeken át gyűjtött ismeret ez a görög atom fogalomtól a mai nanotechnológiákban használt ismeretekig.
A makroszkopikus anyagoktól elindulva számos olyan vizsgálat létezik, amely az anyag egyre mélyebb szerveződési szintjeit tárja föl. Néhányat kiválasztva egy sorozatot itt megemlítünk:
- Makroszkopikus vizsgálatok - megnyúlás, hőtágulás, elektromos- és hővezető képesség,
- Szövetszerkezeti vizsgálatok mikroszkóppal - szemcseméret, szemcseeloszlás,
- Optikai összetétel-meghatározások kőzettani vékonycsiszolatokon
- Röntgendiffrakciós vizsgálatok a kristályrács szerkezetéről (kristályszerkezet)
- Atomerőmikroszkópi vizsgálatok a felület szerkezetéről
- Ionsugaras összetétel-meghatározás a felület egy pontjáról

Az agyagok szövetszerkezetének megismerése csak az első lépés az ilyen mélyebb szerkezeti szinteket érintő vizsgálatokhoz. Az anyag szerkezeti hierarchiájának megismerése, a további részletek föltárása századunk egyik nagy programja az iparfejlesztés számára. Ennek egyik ékes bizonyítéka az, hogy már az űrrepülések kezdetétől fogva folynak anyagszerkezeti kutatások az űrrepülőgépen, később pedig a Nemzetközi Űrállomáson. Ezek egyike az anyagokat űrviszonyok között, kis gravitációs gyorsuláson kristályosító program, amelyhez a Magyar Űrkutatási Iroda egyik űrkutató csoportja is kapcsolódott a Miskolci Egyetemről. Ez az űrkutató csoport fejlesztette ki az űrkemencét is.